# Izzat Ibrahim ad-Duri
Izzat Ibrahim ad-Duri (ur. 1 lipca 1942 w Tikricie, zm. 26 października 2020 ) – iracki wojskowy i polityk. Bliski współpracownik Saddama Husajna, wpisany do tzw. Amerykańskiej Talii Kart. Minister Spraw Wewnętrznych w latach 1974–1979, wiceprzewodniczący Rady Dowództwa Rewolucyjnego w latach 1979–2003.

## Życiorys
Izzat Ibrahim ad-Duri pochodził ze wsi pod Tikritem, ukończył szkołę podstawową. Dołączył do irackiej partii Baas już jako nastolatek, w 1963 poznał Saddama Husajna i miał udział przejęciu przezeń władzy w 1979 roku. Wymusił wówczas na partyjnym kierownictwie przekazanie rządów Husajnowi, a w wyniku jego intryg pięciuset działaczy baasistowskich zostało rozstrzelanych jako „agenci Syrii” (rządzonej przez „lewe” skrzydło Partii Baas). Odtąd ad-Duri uchodził za całkowicie oddanego zwolennika dyktatury Saddama . Córka ad-Duriego przez krótki czas była żoną Udajja Husajna.
Był poszukiwany listami gończymi m.in. przez Austrię, za zbrodnie wojenne popełnione na Kurdach w 1988 i podczas inwazji na Kuwejt w 1990.
Po inwazji na Irak i ustanowieniu przez amerykańsko-brytyjskich interwentów nowego rządu, ad-Duri ukrywał się w północno-zachodniej części kraju, gdzie gromadził zwolenników i formował oddziały sunnitów-nacjonalistów, które przyjęły nazwę Armii Nakszbandi .
We wrześniu 2004 pojawiła się informacja o jego ujęciu w Tikricie, jednak testy medyczne wykazały, że w rzeczywistości chodziło jedynie o członka jego rodziny. W listopadzie 2005 telewizja Al-Arabijja podała informację, że ad-Duri miał rzekomo umrzeć na białaczkę. Wywiad USA uznał tę informację za nieprawdziwą. Stwierdzono, że ad-Duri ukrywa się głównie w Syrii i Jemenie.
3 stycznia 2007 Przywództwo Regionalne irackiej partii Baas ustanowiło ad-Duriego nowym przywódcą ugrupowania i następcą Saddama Husajna, powieszonego 30 grudnia 2006.
Po wybuchu wojny domowej w Iraku w 2014, jego Armia Nakszbandi uczestniczyła w zajęciu Mosulu taktycznie współpracując z ISIS i przez pewien czas kontrolowała wschodnią część tego miasta. Relacje między nacjonalistami a dżihadystami szybko się pogorszyły i już z końcem czerwca 2014 informowano o walkach między Nakszbandi i ISIS. W nagraniu datowanym na maj 2015 roku ad-Duri odciął się od ISIS.
17 kwietnia 2015 władze Iraku ogłosiły, że Izzat Ibrahim ad-Duri zginął podczas operacji wojskowej na północy kraju, a badania DNA rzekomo potwierdziły, iż w ataku zginął ad-Duri. Później argumentowano, że rząd Iraku nie miał próbek jego DNA, więc nie mógł potwierdzić jego zgonu.
7 kwietnia 2016 roku opublikowano nagranie z jego udziałem, w którym odnosił się do rzeczy mających miejsce po jego rzekomej śmierci 17 kwietnia 2015 roku.
26 października 2020 organizacje powiązane z ad-Durim ogłosiły, że zmarł on w wieku 78 lat .